# 京王八王子高速バスターミナル

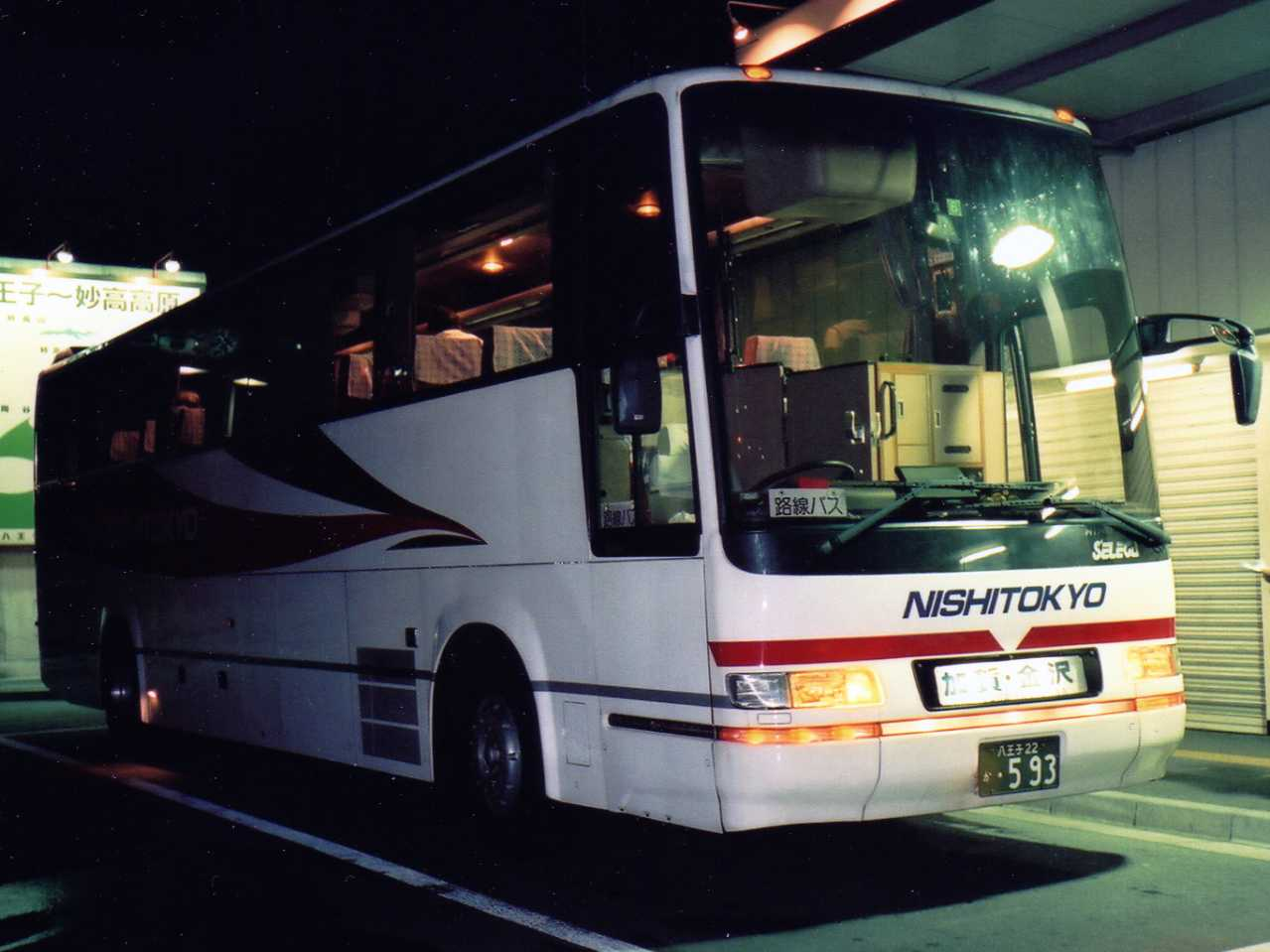
京王八王子高速バスターミナルを出発する高速バス（1994年10月撮影）

京王八王子高速バスターミナル（けいおうはちおうじこうそくバスターミナル）は、東京都八王子市明神町4丁目にかつて存在した、京王電鉄バス（開業当時は京王帝都電鉄）の高速バスターミナル。1989年12月20日開業、2007年4月1日廃止。京王八王子駅西口に位置し、中央高速バス、西東京バスおよび共同運行会社の高速バス・空港連絡バス路線が発着していた。
京王の高速バスターミナルとしては他に、新宿駅西口の新宿高速バスターミナルがあったが、2016年4月4日のバスタ新宿開業により同年5月8日に廃止された。

## 概要

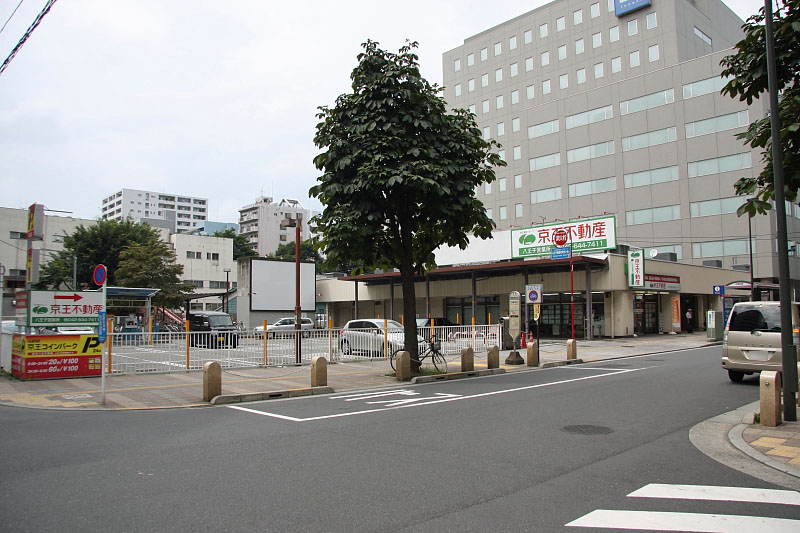
京王八王子高速バスターミナル跡地（2009年8月撮影）。
隣のビルは「西東京ビル」跡地に建設された京王八王子明神町ビル。

所在地は東京都八王子市明神町4丁目9-7。ボウリング場「西東京ボウル」を併設した西東京バスの旧本社ビル「西東京ビル」に隣接していた。また建物の歩道に面した部分には京王不動産八王子営業所が入居しており、バスターミナル廃止後も2010年8月31日まで営業していた。

### 名称
新宿高速バスターミナルは正式名称に「京王」が付かない。新宿駅南口にあったJRバスの「新宿駅JR高速バスターミナル」や、後に開業したバスタ新宿と区別するため「京王新宿高速バスターミナル」と通称されることもあったが、京王側で使用していた名称ではない。

## 沿革
1989年（平成元年）4月2日に地下化された京王線京王八王子駅の西口を整備し、同年12月20日に京王八王子高速バスターミナルが新設された。1971年（昭和46年）4月5日に開業した新宿高速バスターミナルに続き、京王グループにおける東京西部の高速バスの拠点として位置づけられた。
同1989年12月22日、当バスターミナルを発着する中央高速バスの新路線として、京王帝都電鉄（現：京王電鉄バス）と富士急行（現：富士急シティバス）の共同運行で、八王子 - 沼津線「スキッパー号」が運行開始した。「スキッパー号」は当バスターミナルの発着路線として初めて設定されたものであるが、利用が伸び悩み、富士急ハイランドを停車地に加えたが改善せず、1996年9月に廃止された。
翌1990年（平成2年）3月22日には西東京バスと京阪バスの共同運行で、八王子 - 京都線「きょうと号」が運行開始した。八王子 - 京都線「きょうと号」は西東京バスが高速バスへ初参入した路線で、当初は昼行・夜行とも運行していたが、不振を受けて夜行のみに縮小後、京王八王子高速バスターミナル廃止前日の2007年3月30日をもって運行休止した。
また同1990年11月9日には、西東京バスの夜行高速バス八王子 - 大阪線「トレンディ号」が運行開始したが、のちに新宿 - 大阪線「カジュアル・ツィンクル号」へ統合されている。
1992年（平成4年）には、西東京バスの夜行高速バス「金沢線」が運行開始するなど、当バスターミナルを発着する高速バス路線が相次いで開業した。
また1991年9月11日より、一般路線バスの京王八王子駅バスターミナルも整備され使用開始した。
1998年7月1日、バスターミナルの運営会社である京王帝都電鉄が「京王電鉄」へ社名変更。1999年（平成11年）4月1日、西東京バスの分社化により子会社として多摩バスが設立され、同年10月1日より営業開始した。
2002年（平成14年）2月1日、バス事業の分社化により「京王電鉄バス株式会社」が設立され、同年8月1日より営業開始。バスターミナルの運営会社が京王電鉄から京王電鉄バスとなる。
同2002年3月21日、多摩バスが新宿 - 大阪線の格安便「カジュアル・ツィンクル号」を運行開始。
2003年（平成15年）10月1日、西東京バスの貸切バス・高速バス事業が多摩バスへ移管される。これに伴い西東京バス日野営業所（観光バスセンター）は廃止され、以降は西東京バスの高速バス路線は多摩バス恩方営業所が運行することになる（路線の詳細は「西東京バス#高速バス路線」および「多摩バス#高速バス路線」を参照）。
2007年（平成19年）3月15日、高速バスの発券業務・待合室の利用が終了。同年4月1日、京王八王子駅周辺へのバスのりば変更を実施の上で廃止され、バスターミナルとしての役割を終えた。

## 廃止後

### 八王子駅北口案内所
京王八王子高速バスターミナルに併設されていた一般路線バスの定期券・乗車券、バス共通カードなどの発券窓口は、廃止後にJR八王子駅北口のそごう八王子店1階（旧「八王子ナウ」、現「セレオ八王子」北館）の「京王電鉄バス八王子駅北口案内所」へ移管された。「京王電鉄バス八王子駅北口案内所」は、そごう八王子店閉店2年前の2010年3月、そごう1階から京王プラザホテル八王子前へ移転し、のちに廃止された。
その後、京王の路線バス定期券の発券業務は、京王プラザホテル八王子そばの「西東京バス八王子駅北口案内所」へ引き継がれている（ただし一部区間の紙式定期券のみ発行可能で、京王バスの金額式IC定期券「モットクパス」は発行できない）。

### 京王八王子西口ビル
京王八王子高速バスターミナル廃止後も、跡地に旧ターミナルの建物と車庫部分が現存する。建物名称は「京王八王子西口ビル」。
かつてのバス車庫部分は、京王不動産の管理する時間貸駐車場「京王コインパーク　京王八王子駅前」として活用されている。
残っている建物のうち、京王不動産八王子営業所が入居していた部分には、テナントとして日本調剤の調剤薬局が出店している。また高速バス待合室として使用されていた部分には、2010年5月31日より日産レンタカー八王子駅前店が出店している。
なお、隣接していた西東京バスの旧本社ビル「西東京ビル」は解体され、跡地には京王電鉄がオフィスビル「京王八王子明神町ビル」を建設、日本ヒューレット・パッカード八王子事業所に賃貸している。

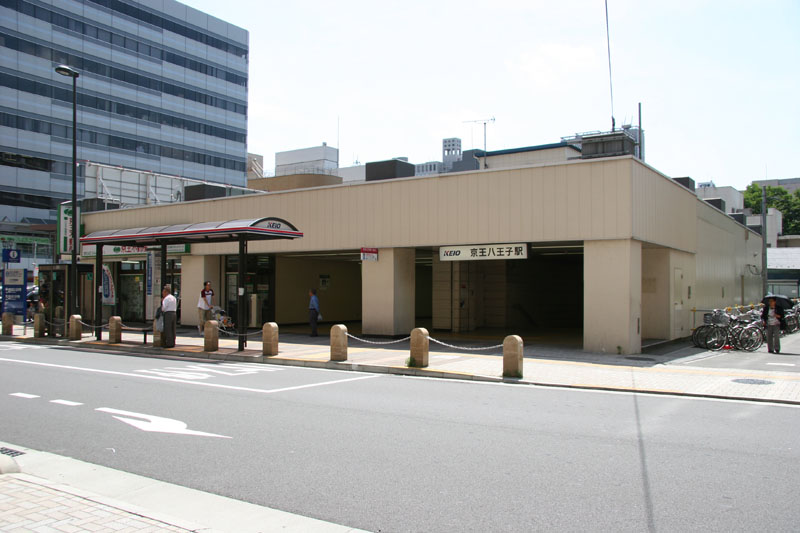
京王八王子駅西口とバスターミナル跡の建物 京王不動産八王子営業所が入居していた頃（2007年撮影）
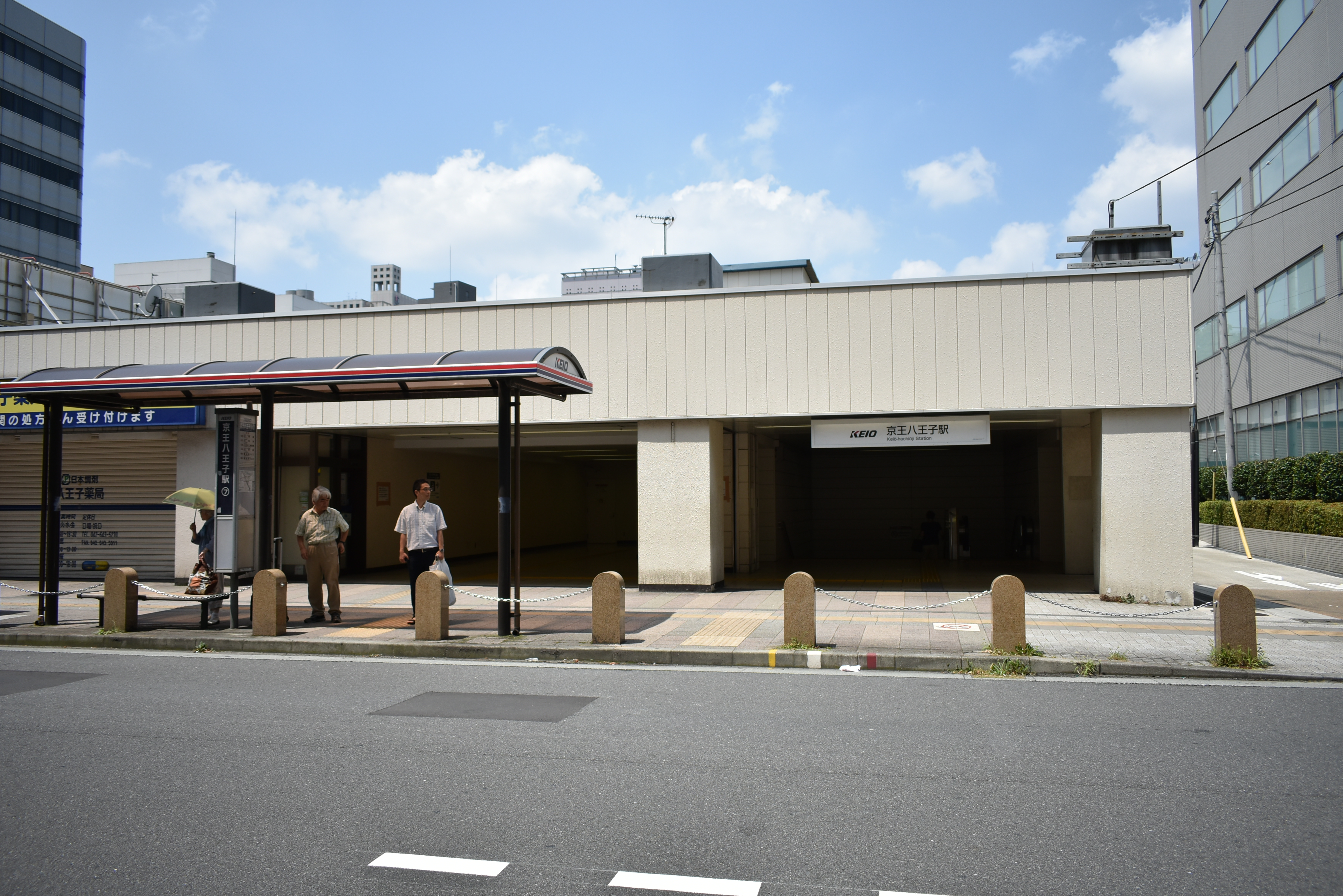
京王八王子駅西口とバスターミナル跡の建物 調剤薬局が入居している（2019年撮影）
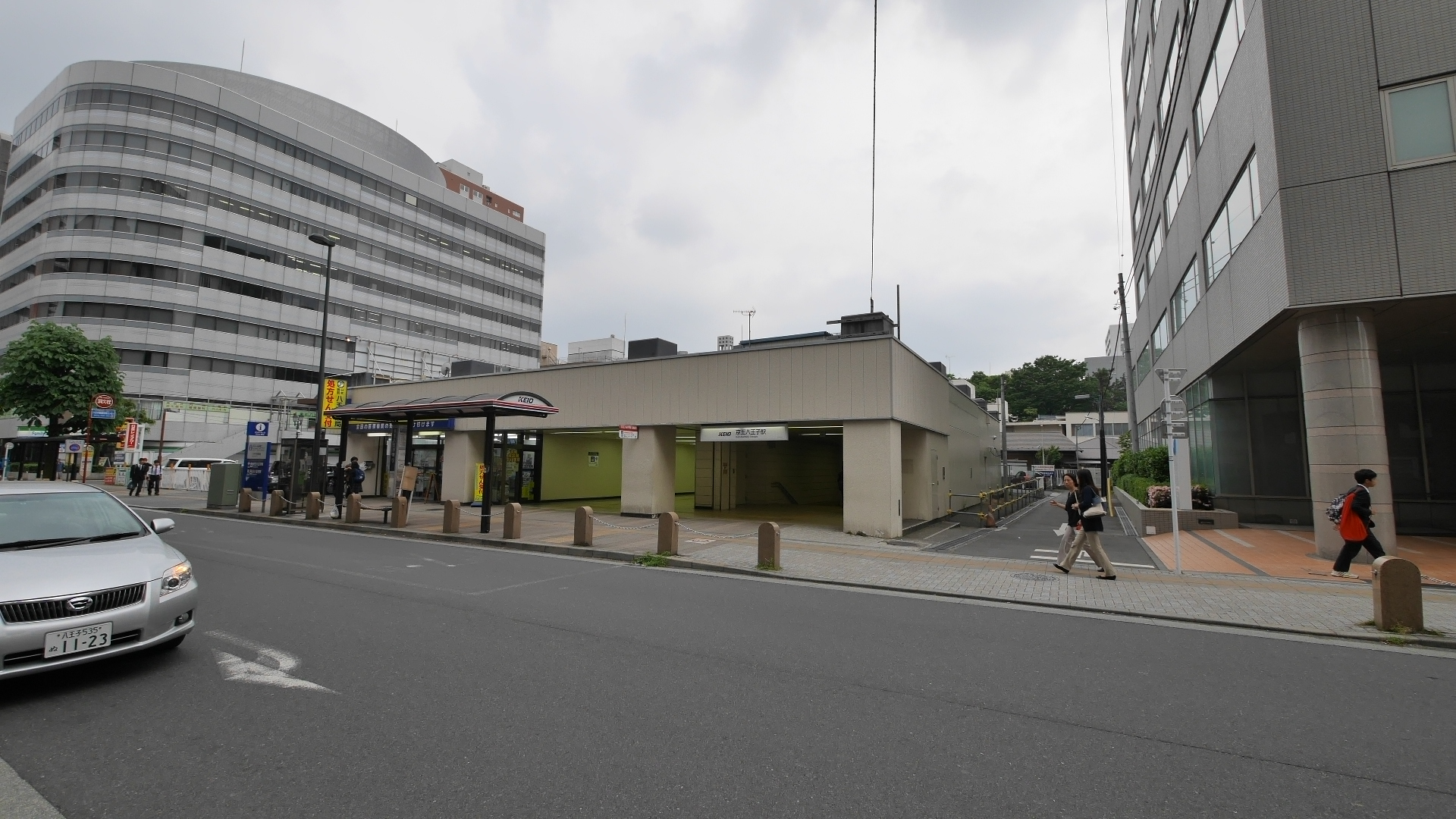
京王八王子駅西口とバスターミナル跡の建物 右は「西東京ビル」跡地に建設された「京王八王子明神町ビル」（2015年撮影）

## 発着路線
現行の京王八王子駅の高速バス発着停留所は、西東京バス公式サイト「のりば案内 - 京王八王子駅」を参照。
2007年4月1日の廃止以降、高速バスの発着停留所は以下のとおり変更された。
- ★印の路線は、京王八王子駅10番のりば発（多摩信用金庫京王八王子支店前）に変更。
- ☆印の路線は、京王八王子駅11番のりば発（旧ターミナル付近の路上）に変更、2007年7月6日より10番のりばに統合。
- 降車場は、★・☆印ともに11番のりばに変更。
- 印のない路線は、路線廃止もしくは休止。

（以下、京王八王子高速バスターミナル=京王八王子BTと略す）

### 昼行

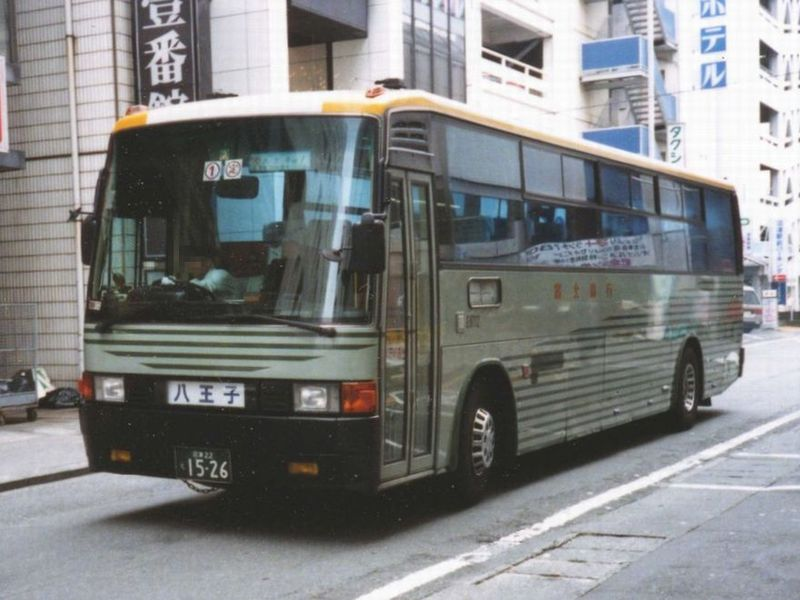
昼行線 中央高速バス「スキッパー号」富士急行の車両

- ★羽田八王子線（多摩バス・京王バス南・東京空港交通）
  - 京王八王子BT - 羽田空港

- ★成田八王子線（東京空港交通）
  - 京王八王子BT - 成田空港
  - ※当時は東京空港交通の単独運行。多摩バスは京王八王子BT廃止後の2008年3月17日より参入。

- 中央高速バス沼津線「スキッパー号」（京王帝都電鉄・富士急行）
  - 京王八王子BT - 御殿場・沼津駅（のちに富士急ハイランド経由となる）
  - 1989年12月22日運行開始[3]、1996年9月廃止[3]。

### 夜行
- ☆金沢線（多摩バス・北陸鉄道）
  - 京王八王子BT - 金沢駅前
  - 大聖寺東町・小松駅前経由

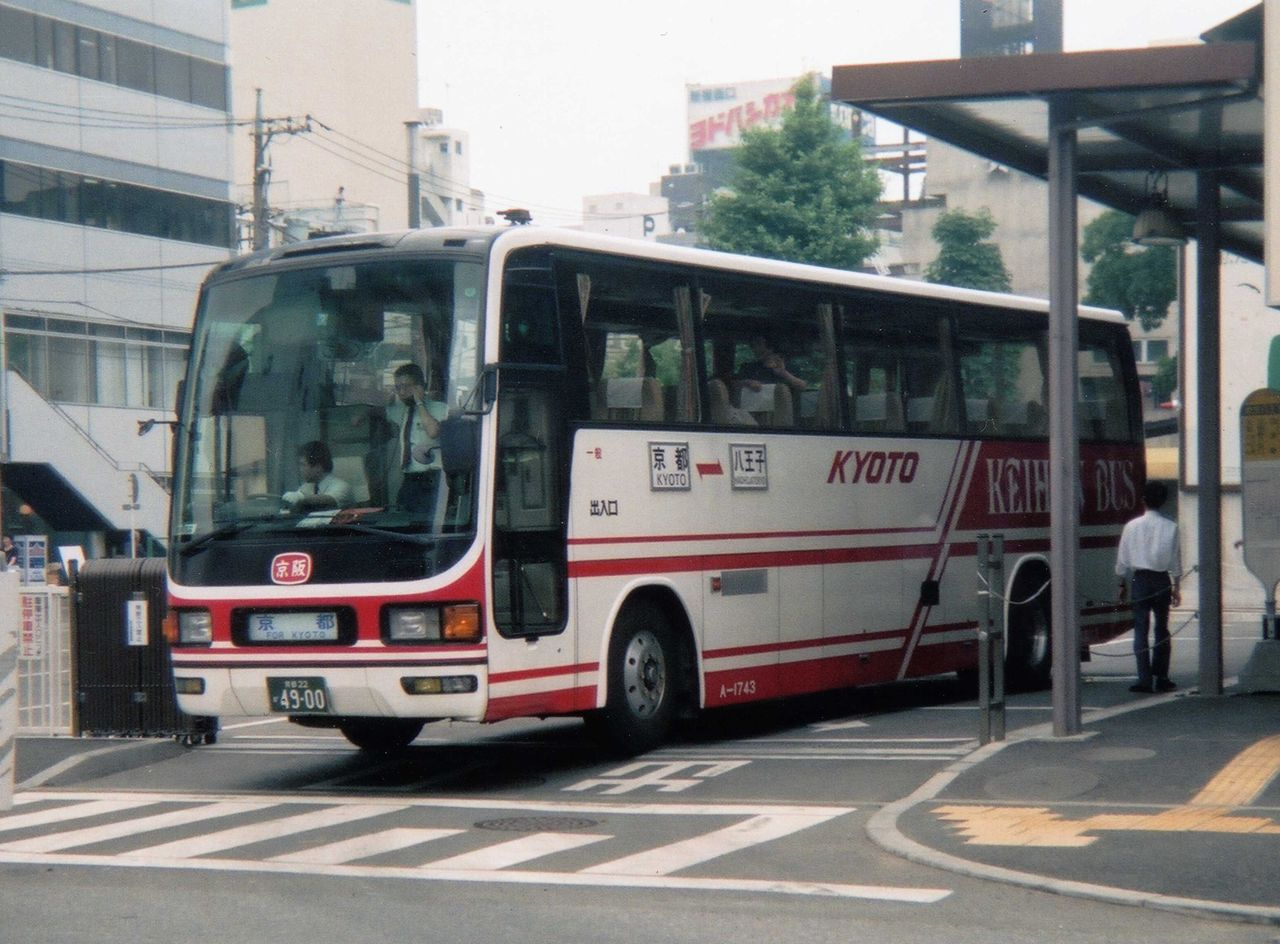
夜行線「きょうと号」京阪バスの車両
京王八王子高速バスターミナルにて1991年頃撮影

  - ※京王八王子BT廃止後の2007年7月6日より、渋谷マークシティ発 - 金沢駅・小松駅経由 - 加賀温泉駅行きに経路変更。

- ★新宿 - 大阪線「ツィンクル号」（多摩バス・近鉄バス）
  - 新宿高速バスターミナル - あべの橋（JR茨木駅・阪急茨木市駅・大阪駅前・なんばOCAT経由）

- 八王子 - 大阪線「トレンディ号」（西東京バス・近鉄バス）
  - 京王八王子BT - あべの橋
  - ※1990年11月9日運行開始[1]、2006年12月1日より「ツィンクル号」に統合。

- 「ニューエポック号」（西東京バス・宮城交通）
  - 京王八王子BT - 仙台駅
  - ※1996年8月廃止。

- 「きょうと号」（多摩バス・京阪バス）
  - 京王八王子BT - 京都駅八条口（山科駅・三条京阪経由）
  - ※1990年3月22日運行開始、2007年3月30日運行休止。